# Habsburgisch-französischer Gegensatz

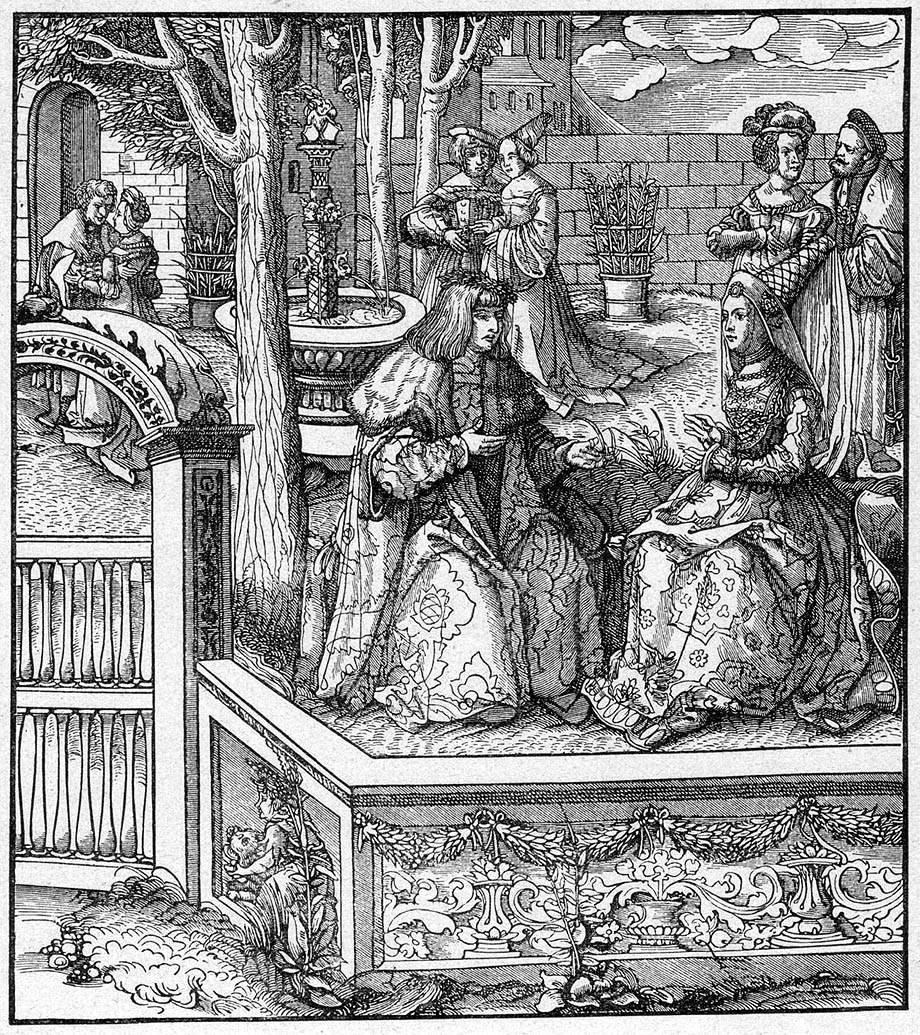
Kaiser Maximilian I. und Maria von Burgund; ihre Ehe brachte den Habsburgern das burgundische Erbe, aber auch anhaltende Konflikte mit Frankreich ein.

Als Habsburgisch-französischen Gegensatz bezeichnet die Geschichtswissenschaft den von 1516 bis 1756 dauernden Konflikt zwischen dem Haus Habsburg und dem Königreich Frankreich um die Vorherrschaft in Europa. Sowohl offen als auch verdeckt ausgetragen, prägte er 240 Jahre lang die gesamte europäische Macht- und Bündnispolitik und mündete in zahlreiche Kriege, von denen der Dreißigjährige Krieg der verheerendste war.

## Vorgeschichte

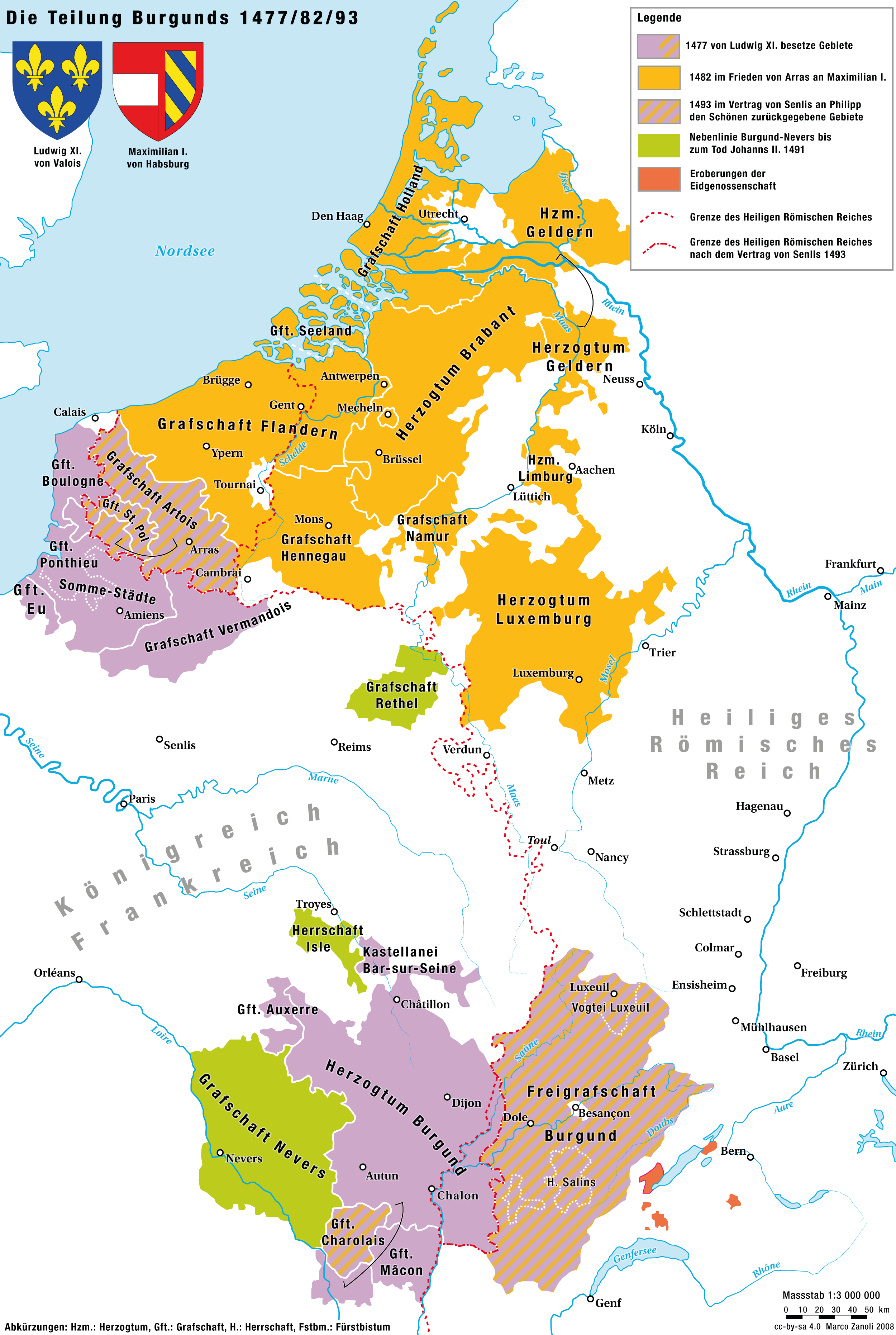
Die Aufteilung des burgundischen Erbes zwischen Frankreich und Habsburg im Vertrag von Senlis 1493

Herrschaftsbereich Karls V.

Die Ursprünge des Konflikts waren dynastischer Natur und entsprangen der erfolgreichen Heiratspolitik der Habsburger. Auf diese ging das geflügelte Wort zurück Bella gerant alii, tu felix Austria nube! – Kriege mögen andere führen. Du, glückliches Österreich, heirate!
Am 5. Januar 1477 fiel Karl der Kühne, Herzog von Burgund, in der Schlacht von Nancy, ohne einen männlichen Erben zu hinterlassen. Damit endete die Autonomie des Herzogtums, das sich unter dem Haus Burgund-Valois zunehmend zu einem eigenständigen Staat zwischen den großen europäischen Monarchien entwickelt hatte. Am 19. August desselben Jahres heiratete der spätere römisch-deutsche Kaiser, Erzherzog Maximilian von Habsburg, Karls Erbtochter Maria von Burgund. In ihrem Namen machte er nun ebenso Ansprüche auf das burgundische Erbe geltend wie der französische König Ludwig XI. aus dem Haus Valois, dem die Herzöge von Burgund entstammten. Das Erbe umfasste Gebiete, die teils der Lehnshoheit Frankreichs, teils der des Heiligen Römischen Reiches unterstanden. Im Burgundischen Erbfolgekrieg (1477–1493), der mit dem Vertrag von Senlis am 23. Mai 1493 endete, konnte Maximilian die Erbansprüche seiner bereits 1482 verstorbenen Frau Maria und des gemeinsamen Sohnes, Philipps des Schönen, weitgehend durchsetzen. Die Habsburger kamen durch den Vertrag in den Besitz der Freigrafschaft Burgund und weiter Teile der Burgundischen Niederlande. Dazu gehörte auch die reiche Grafschaft Flandern, die seit jeher unter französischer Lehnshoheit gestanden hatte. König Karl VIII., nach dem Tod Ludwigs XI. von 1483 bis 1498 König von Frankreich, sicherte der französischen Krone die Picardie, das Mâconnais, das Auxerrois, das Charolais und das Herzogtum Burgund.
1496 verheiratete Maximilian seinen und Marias Sohn, Philipp, mit Johanna, der Infantin von Spanien. Deren beider Sohn wiederum, der spätere Kaiser Karl V., trat 1515 die Herrschaft im burgundischen Flandern und im Jahr darauf im Königreich Spanien an. Damit sah sich Frankreich an nahezu allen Landgrenzen von habsburgischen Territorien umgeben. Vermehrt wurde Karls Macht noch durch die einträglichen spanischen Besitzungen in Amerika, durch die zu Spanien gehörenden Königreiche Sardinien, Neapel und Sizilien sowie durch seine 1519 erfolgte Wahl zum römisch-deutschen König als Nachfolger seines Großvaters Maximilian I. Jedoch gelang es Karl zeitlebens nicht, die heterogenen habsburgischen Länder unter einer zentralen Gewalt zu vereinen und so die Einkreisung Frankreichs wirksam zu machen. Seine Länder blieben vorerst eigenständige Gebilde, die zwar in Personalunion regiert wurden („composite monarchy“), deren Stände jedoch außenpolitisch jeweils eigene Interessen vertraten.

## Entwicklung im 16. Jahrhundert

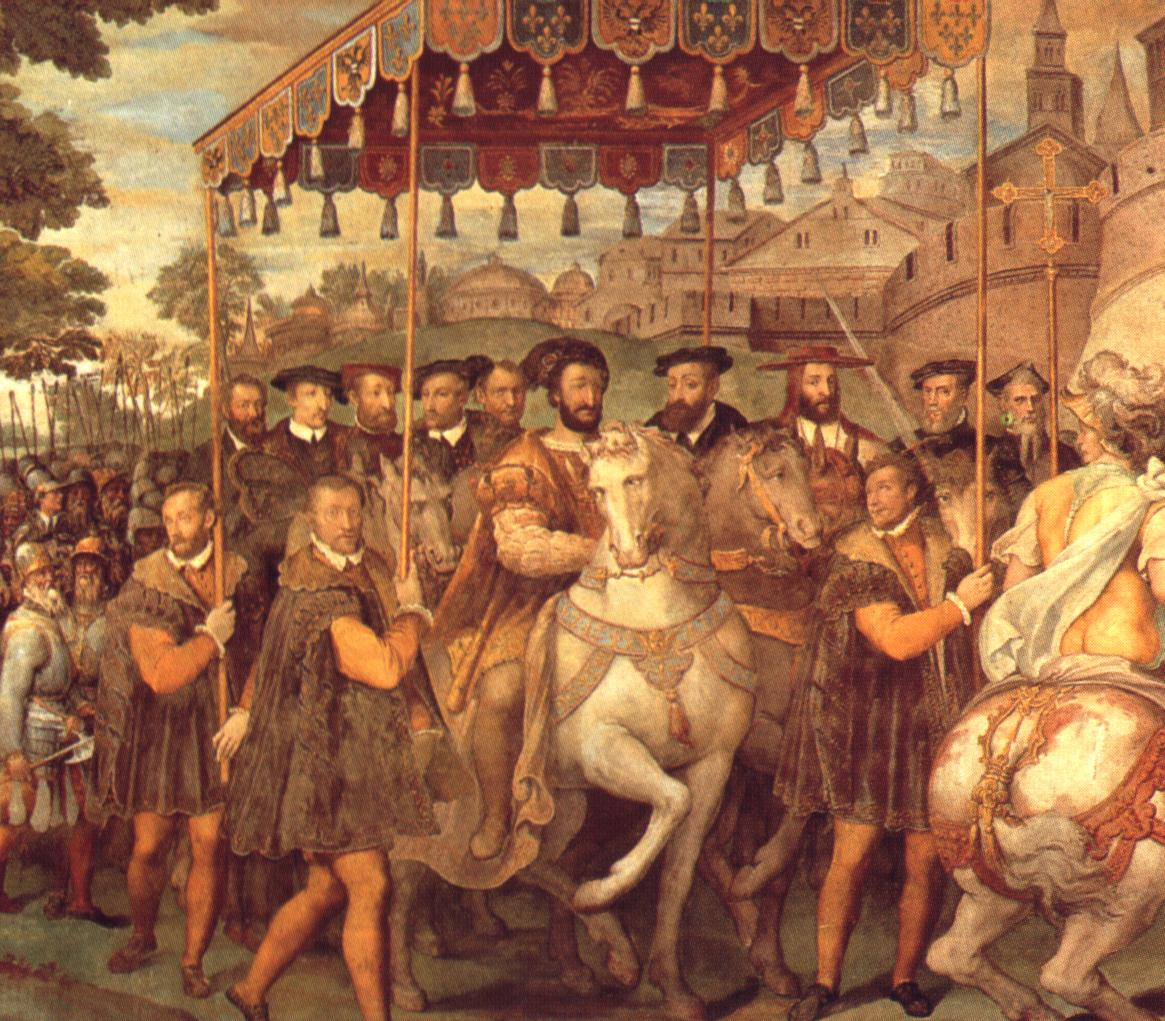
Franz I. und Karl V. 1540 bei einem Treffen in Paris

Die Italienkriege ab 1494 waren ein erster Ausdruck der jahrzehntelangen Machtkämpfe zwischen Frankreich und Spanien. In der Folge strebte König Franz I. seit 1516 danach, sich aus der drohenden Umklammerung durch die habsburgischen Besitzungen zu lösen und führte zu diesem Zweck vier Kriege. Weitere folgten unter seinen Nachfolgern. Die Könige von Frankreich suchten und fanden dafür immer wieder Unterstützung bei einzelnen deutschen Reichsfürsten, vor allem nachdem diese sich infolge der Reformation sich feindlich gesinnten Lager zugehörig fühlten. So ging beispielsweise die Fürstenopposition gegen Karl V. unter Moritz von Sachsen 1552 den Vertrag von Chambord mit der französischen Krone ein. Auch mit dem Osmanischen Reich kam ein Bündnis zustande, das der Eindämmung der habsburgischen Macht dienen sollte. Aufgrund seiner maritimen Interessen stand auch das protestantische England seit der Thronbesteigung Königin Elisabeths I. für mehr als ein Jahrhundert meist im anti-spanischen, anti-habsburgischen Lager.
Das Konfliktpotenzial verminderte sich nur unwesentlich, als Karl V. 1555 abdankte und sein Herrschaftsgebiet zwischen seinem Sohn Philipp II. und seinem Bruder Ferdinand I. aufteilte. Ferdinand erhielt die österreichischen Erblande und die Kaiserkrone, Philipp Spanien sowie die niederländischen und italienischen Besitzungen. Die österreichischen und spanischen Habsburger stimmten jedoch ihre machtpolitischen Interessen weiter miteinander ab und sorgten durch Heiraten zwischen ihren beiden Familienzweigen dafür, dass das Erbe der Dynastie zusammengehalten wurde. Nach wie vor sah sich deshalb Frankreich von Philipps Herrschaftsbereich eingekreist. König Philipp gelang es, seine Besitzungen so in seiner Hand zu zentralisieren, dass er den Druck auf Frankreich stark erhöhen konnte. Die Hugenottenkriege verminderten in der zweiten Hälfte des 16. Jahrhunderts die Handlungsmöglichkeiten der französischen Krone erheblich. Durch den Frieden von Cateau-Cambrésis von 1559 war der Kampf um die europäische Vorherrschaft vorerst zu Gunsten Spaniens entschieden worden. Erst das Wiedererstarken Frankreichs unter dem ersten Bourbonenkönig Heinrich IV. beendete die außenpolitische Schwäche des Landes.

## Entwicklung im 17. und frühen 18. Jahrhundert

### Wiederaufflammen des Konflikts
Heinrich IV. plante bereits 1610 militärisch in den Jülich-Klevischen Erbfolgestreit einzugreifen und den Kampf gegen die habsburgischen Mächte wieder aufzunehmen. Die Aussichten dazu hatten sich entscheidend verbessert, seit 1568 in den mehrheitlich protestantischen Niederlanden ein Aufstand gegen Spanien ausgebrochen war. Der darauf folgende Achtzigjährige Krieg sollte Spanien entscheidend schwächen und zur Unabhängigkeit der Niederlande führen. Diese sahen in Frankreich für lange Zeit einen natürlichen Verbündeten. Zum Ausbruch eines großen, allgemein-europäischen Krieges, der durch ein französisches Engagement in Jülich-Kleve möglich gewesen wäre, kam es jedoch nicht, da Heinrich IV. 1610 ermordet wurde.

### Dreißigjähriger Krieg und Vorherrschaft Frankreichs
In den 1618 ausbrechenden Dreißigjährigen Krieg griff Frankreich vorerst nicht direkt ein. Die Politik Kardinal Richelieus, der für König Ludwig XIII. die Regierung führte, bestand zunächst darin, diejenigen Fürsten mit Subsidien zu unterstützen, die sich der drohenden Ausweitung der kaiserlichen Macht in Deutschland unter Ferdinand II. und Ferdinand III. entgegenstellten. Dies waren insbesondere die Fürsten der Protestantischen Union sowie König Gustav II. Adolf von Schweden. Erst nach der Niederlage der Schweden in der Schlacht bei Nördlingen 1634 beteiligte sich Frankreich auch militärisch.
Im Westfälischen Frieden von 1648 erreichte Frankreich nicht nur territoriale Zugeständnisse im Elsass, sondern setzte auch weitere, strategisch wichtige Vorstellungen durch: Die Reichsfürsten erhielten das Recht, Bündnisse mit fremden Mächten – also auch mit Frankreich – zu schließen, solange sich diese nicht gegen Kaiser oder Reich richteten. Vor allem war es Frankreich gelungen, die österreichischen von den spanischen Habsburgern zu trennen. Während es mit den einen Frieden schloss, führte es mit den anderen weiter Krieg. Erst 1659 vereinbarte es mit Spanien den Pyrenäenfrieden, der für Frankreich ebenso vorteilhaft war wie zuvor der Friede von Münster – und wie es genau 100 Jahre zuvor der Frieden von Cateau-Cambrésis für Spanien gewesen war. Der Pyrenäenfriede markierte das Ende der spanischen und den Beginn der französischen Vorherrschaft in Europa. Die französische Krone sicherte sich u. a. das Roussillon und große Teile des Artois. Der Verlauf der spanisch-französischen Grenze blieb seither unverändert.

### Eindämmung der französischen Hegemonie
Nach dem Tod Kardinal Mazarins übernahm König Ludwig XIV. 1661 die alleinige Regierung Frankreichs. In den folgenden Jahren brach der habsburgisch-französische Gegensatz erneut auf – nun jedoch unter dem umgekehrten Vorzeichen einer drohenden französischen Hegemonie.

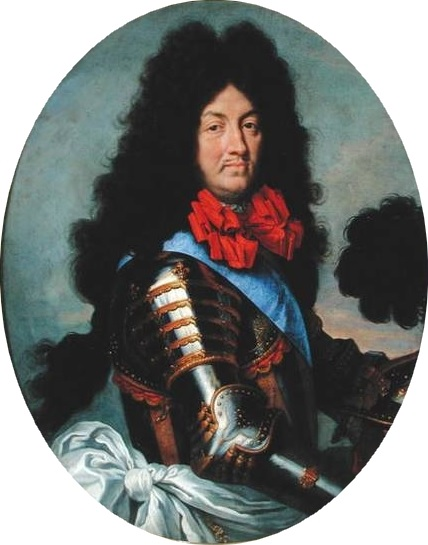
Ludwig XIV. brachte durch seine Hegemonialpolitik eine Koalition Österreichs, Englands und der Niederlande gegen sich zusammen.

Ludwigs aggressives Ausgreifen auf die Niederlande im Holländischen Krieg sowie auf den Westen Deutschlands im Zuge der Reunionspolitik und des Pfälzischen Erbfolgekriegs veränderte die europäischen Bündnissysteme. Zunächst näherten sich die Niederlande dem habsburgischen Kaiser in Wien an und schließlich auch England, nachdem der niederländische Generalstatthalter Wilhelm von Oranien infolge der Glorious Revolution 1688 den englischen Thron bestiegen hatte.
Die sogenannte Große Allianz trat Frankreich 1701–1713/14 im Spanischen Erbfolgekrieg entgegen, der nach dem Tod des letzten spanischen Habsburgers Karl II. ausgebrochen war. Entgegen einer von den europäischen Mächten im Frieden von Rijswijk 1697 getroffenen Vereinbarung hatten Ludwigs Diplomaten Karl II. dazu bewogen, Philipp von Bourbon, einen Enkel des französischen Königs, als seinen Alleinerben einzusetzen.
Die Staaten der Großen Allianz sahen in dieser Machtkonzentration der Bourbonen eine erhebliche Störung des europäischen Gleichgewichts. Sie traten daher für eine habsburgische Sekundogenitur in Spanien ein: Karl, der zweitgeborene Sohn Kaiser Leopolds I. sollte den Thron in Madrid besteigen. Der darüber ausbrechende Krieg belastete Frankreich enorm, es konnte jedoch letztlich den Angriffen der Großen Allianz standhalten.
Doch 1711, nach dem Tod Kaiser Josephs I., dem älteren Bruder Karls, erbte dieser auch die übrigen habsburgischen Besitzungen. Damit drohte das Reich Karls V. wieder zu erstehen. Da dies für die bisherigen Verbündeten Österreichs, England und die Niederlande, ebenso inakzeptabel war, wie eine französische Dominanz, drängten sie auf einen Ausgleich mit König Ludwig XIV. und dessen Enkel Philipp.
Der Friede von Utrecht bestätigte Philipp V. zwar als König von Spanien, untersagte jedoch die Vereinigung der französischen und der spanischen Krone unter demselben Herrscher aus dem Hause Bourbon. Zum Ausgleich fielen die Spanischen Niederlande und die italienischen Gebiete der Spanier an Österreich. Gleichzeitig war es Frankreich gelungen die habsburgische Umklammerung für immer zu zerschlagen. Der Frieden von Utrecht und der Tod Ludwigs XIV. 1715 beendeten daher die aggressive Eroberungspolitik Frankreichs, es konnte seine Vorherrschaft in Europa bewahren, während das Haus Österreich zur europäischen Großmacht aufgestiegen war.

## Die Umkehrung der Allianzen

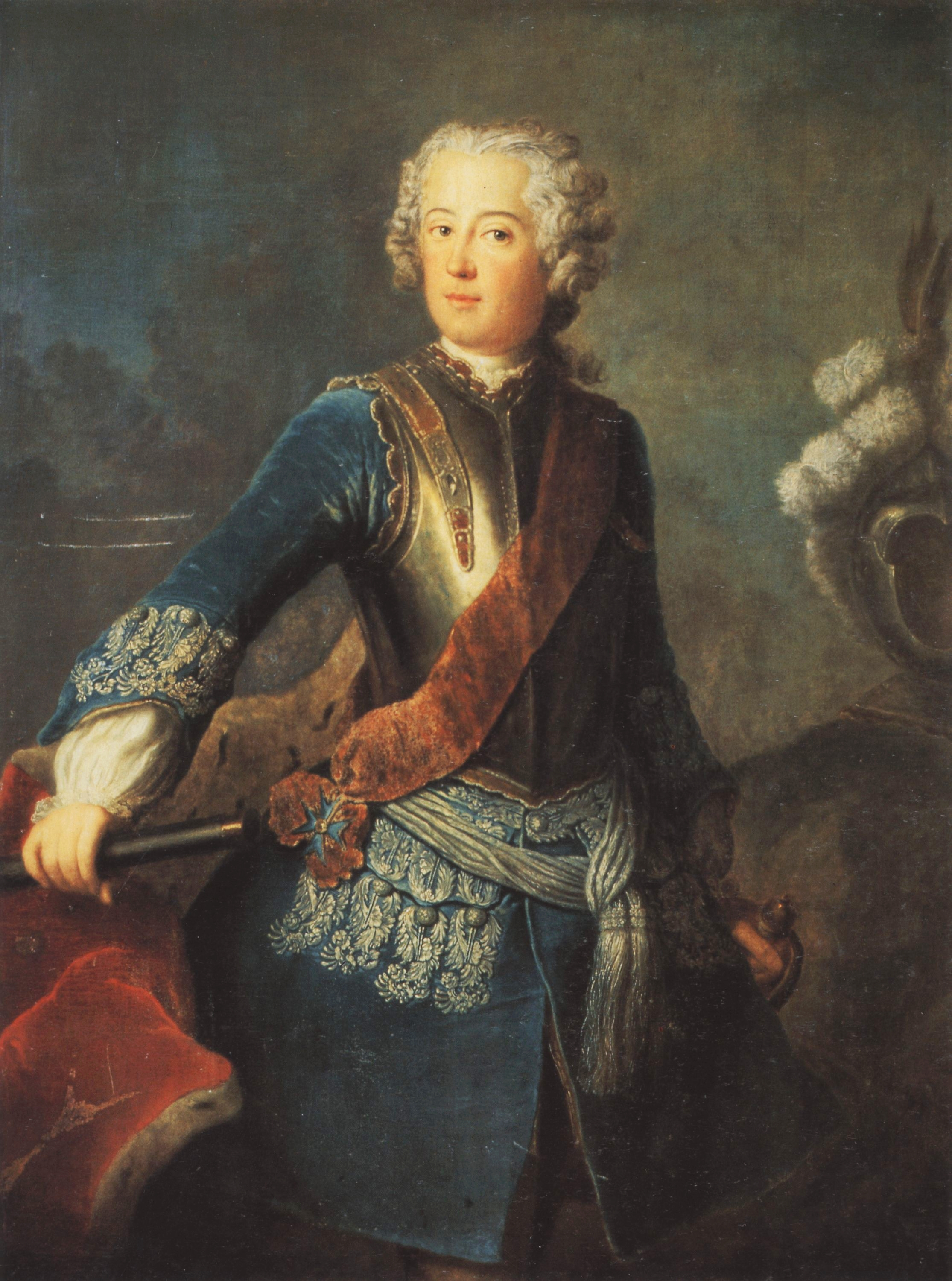
Die kriegerische Politik Friedrichs II. von Preußen veranlasste die zuvor verfeindeten Habsburger und Bourbonen 1756, ein Defensivbündnis zu schließen.

Nach dem Frieden von Utrecht hatte der habsburgisch-französische Gegensatz im Grunde seine Substanz verloren. Außer den Österreichischen Niederlanden und dem vorderösterreichischen Breisgau grenzte kein habsburgisches Territorium mehr an Frankreich. Die machtpolitischen Interessen beider Länder überschnitten sich kaum noch, insbesondere seit Österreich darangegangen war, seine Machtbasis auf dem Balkan auf Kosten des Osmanischen Reiches zu vergrößern.
Dennoch blieben die traditionellen Bündnissysteme auch weiterhin bestehen. Sowohl im Polnischen Erbfolgekrieg als auch in den Schlesischen Kriegen unterstützte Frankreich jeweils das anti-habsburgische Lager. Im Österreichischen Erbfolgekrieg versuchte sich Frankreich dann ein letztes Mal auf Kosten der Habsburger am Oberrhein auszudehnen und besetzte 1744 die vorderösterreichische Hauptstadt Freiburg im Breisgau, die es aber bereits 1745 im Frieden von Füssen räumen musste.
Erst als Österreichs stärkster Gegenspieler im Reich, Friedrich II. von Preußen, 1756 die Konvention von Westminster, ein Bündnis mit Frankreichs Rivalen England, abschloss, kam es zum sogenannten Renversement des alliances, der „Umkehrung der Allianzen“. Auf Betreiben des Staatskanzlers Kaunitz schloss Österreich ein Verteidigungsbündnis mit Frankreich, das sich während des Siebenjährigen Krieges zu einer Offensivallianz entwickelte. Im Krieg gegen Preußen standen die beiden Länder erstmals auf derselben Seite. Im Pariser Frieden 1763 zeichnete sich erstmals die Pentarchie ab, die Vorherrschaft der fünf Großmächte in Europa, die das 19. Jahrhundert prägen sollte. Sie setzte sich auf dem Wiener Kongress von 1815 durch, nachdem Frankreichs militärische Dominanz in Europa endgültig gebrochen war.
Der habsburgisch-französische Gegensatz, dessen erster Keim im Jahr 1477 durch eine Fürstenhochzeit gelegt worden war, wurde fast 300 Jahre später durch eine weitere Heirat symbolisch beendet, durch jene zwischen dem französischen Thronfolger und späteren König Ludwig XVI. und der Tochter Kaiserin Maria Theresias, Marie-Antoinette. Beide sollten während der Französischen Revolution ihr Leben verlieren, mit der – unter gänzlich anderen Vorzeichen – ein weiteres Kapitel deutsch-französischer Konflikte begann. In ihrem Verlauf sollten im 19. Jahrhundert nationalistische Kreise den rein machtpolitisch und dynastisch motivierten habsburgisch-französischen Gegensatz als Ursprung der sogenannten „Erbfeindschaft“ zwischen Deutschen und Franzosen deuten.